# Sarcophaga santosdiasi
Sarcophaga santosdiasi är en tvåvingeart som beskrevs av Zumpt 1951. Sarcophaga santosdiasi ingår i släktet Sarcophaga och familjen köttflugor. Inga underarter finns listade i Catalogue of Life.